# Jonas Carl Linnerhielm
Jonas Carl Linnerhielm, né le 30 août 1758 à Elleholm dans le Blekinge et décédé le 12 février 1829 au manoir d'Ebbetorp dans le Småland, est un noble suédois, héraldiste d'État, artiste et écrivain. Il est sans doute plus connu pour ses récits de voyages en Suède, qu'il a lui-même illustrés et publiés en trois volumes entre 1797 et 1816.

## Biographie
Linnerhielm étudie à l'Université de Lund et obtient son diplôme en 1776. Il poursuit une carrière de fonctionnaire, occupant différentes fonctions entre 1776 et 1796. Pendant cette période, il apprend le dessin et subit l'influence d'Elias Martin et de son frère Johan Fredrik Martin. 

Museum carlonianum

De 1786 à 1789, il illustre le Museum Carlsonianum, un livre d'ornithologie écrit par le naturaliste Anders Sparrman et présentant une partie des collections du secrétaire d'État aux expéditions de guerre Gustaf von Carlson. En 1795, sa femme, Helena Maria Ehrenstråhle, publie un court recueil de poèmes dont Linnerhielm réalise les illustrations, dans le style de Salomon Gessner. Ce recueil a été décrit comme l'un des meilleurs exemples de l'art du livre suédois au XVIIIe siècle.
En 1794, il hérite du domaine de son père, le manoir d'Ebbetorp, dans le Småland. Deux ans plus tard, il démissionne de ses fonctions officielles pour concentrer ses efforts sur la gestion du domaine. En 1799-1800, il rénove la maison principale et créé un jardin paysager anglais sur le terrain.  
Entre 1797 et 1809, il publie trois volumes de récits de voyage en Suède, illustrés par lui-même (Bref under resor i Sverige (1797), Bref under nya resor i Sverige (1806) et Bref under senare resor i Sverige (1816)). Ces livres sont considérés comme les premiers exemples de récits de voyage purement récréatifs en suédois. Linnerhielm a été appelé "le premier touriste suédois". 

## Œuvres choisies

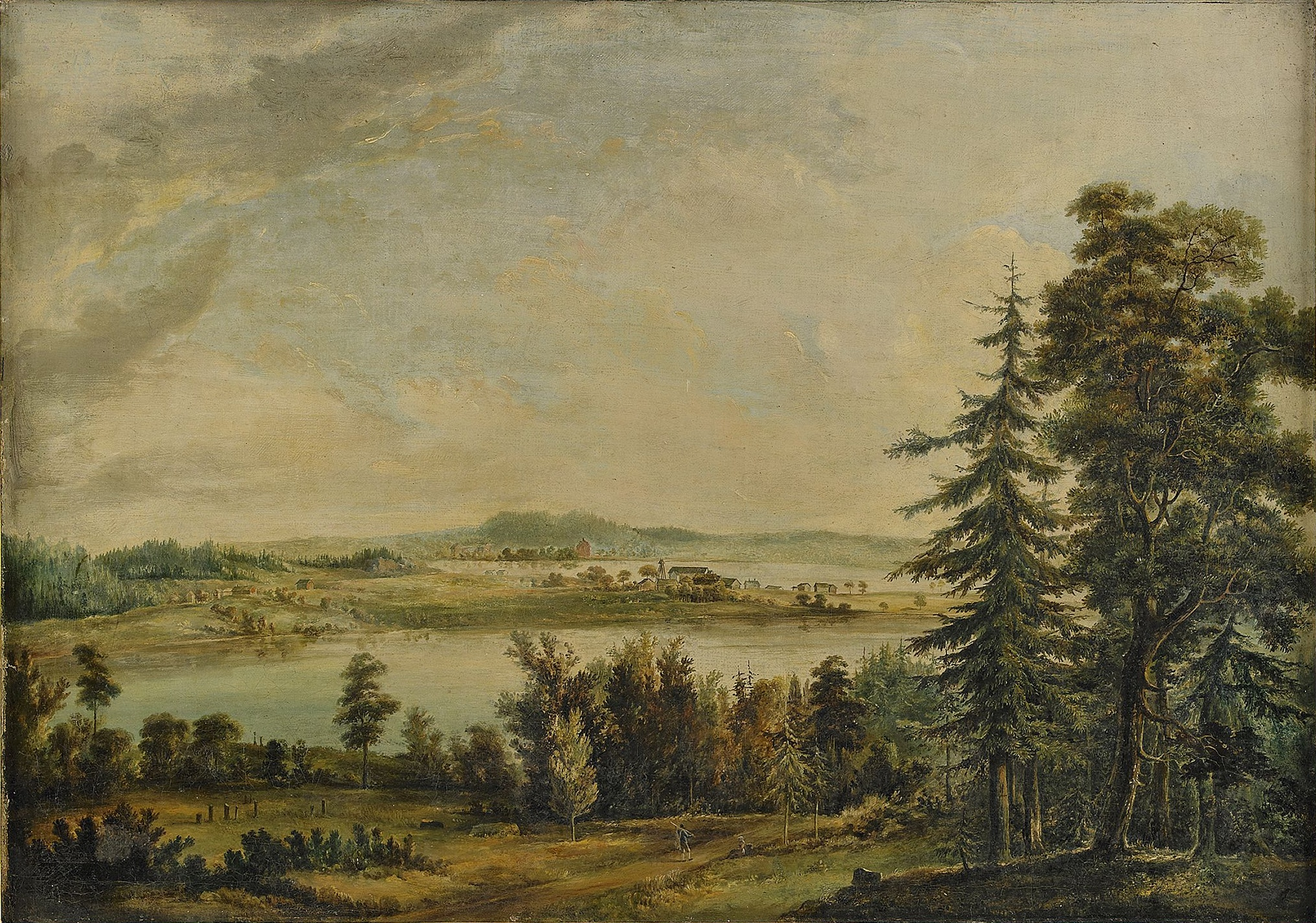
Vue sur le manoir de Hallsnä dans le Smaland
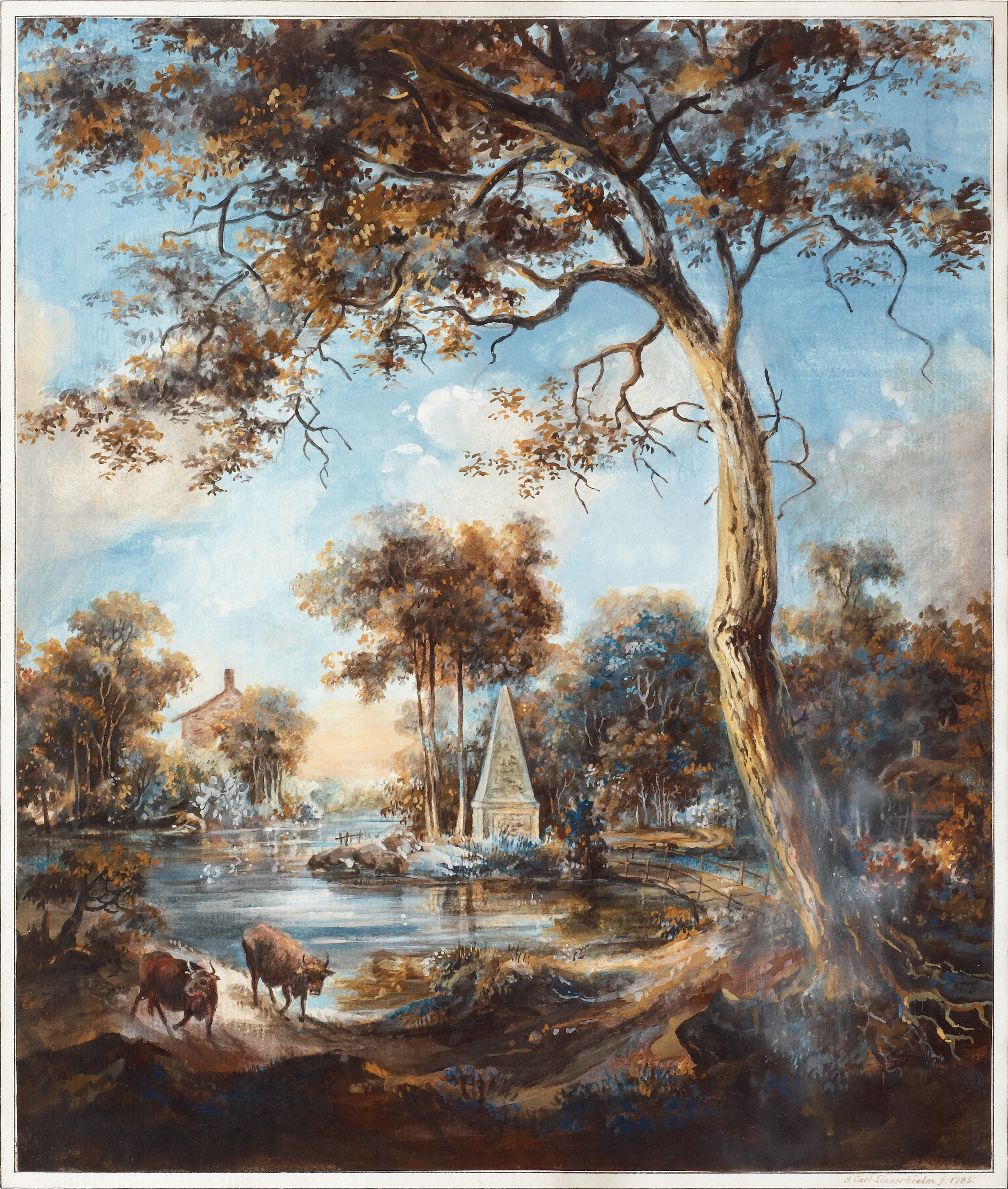
Paysage montrant une rive de lac avec du bétail et des bâtiments (1785)
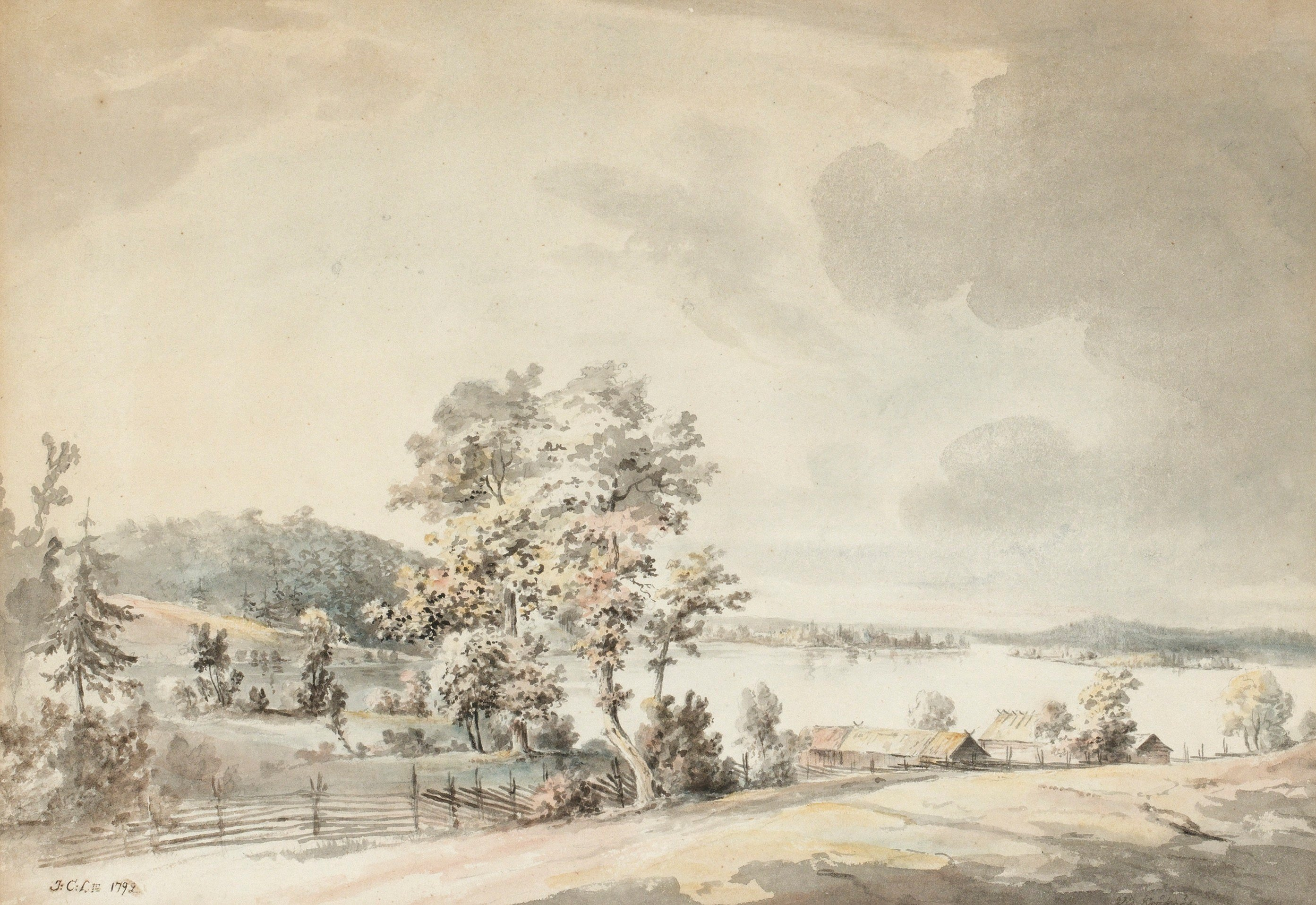
Paysage avec des maisons près d'un lac à Kråknäs (1792)